# Dyckia linearifolia
Dyckia linearifolia är en gräsväxtart som beskrevs av John Gilbert Baker. Dyckia linearifolia ingår i släktet Dyckia och familjen Bromeliaceae. Inga underarter finns listade i Catalogue of Life.